# Шейх-Аулияр
Шейх-Аулияр султан (Шигавлеяр, тат. Şəyexawliər soltan, Шәехаулияр солтан, شيخ اوليار‎) — татарский царевич, правитель касимовский в 1512—1516 гг., сын Бахтияр султана и внук большеордынского Кучук-Мухаммед хана, основоположник «астраханской династии» в Касимове. Был женат на дочери ногайского бия Исмаила, Шах-Султан (شاه سلطان‎).
В 1502 г. крымский хан Менгли I Гирей подчинил себе Сарай. Некоторые сыновья и племянники хана Ахмата бежали в Россию. Среди них был и Шейх-Аулияр.
Начиная с 1502 г. владел Сурожиком. Участвовал в литовском походе.
В 1512 г., после смерти Джаная, получил в удел Касимов.